# Flughafen El Aaiun Hassan I

i7
i11
i13
Der Flughafen El Aaiun (englisch Hassan Airport, französisch Aéroport de Laâyoune, nach dem König Mulai al-Hassan I., IATA-Code: EUN, ICAO-Code: GSAI/GMML) ist der internationale Flughafen von El Aaiún, der Hauptstadt der Westsahara (von Marokko annektiert).
Aufgrund der besonderen politischen Situation in der Westsahara wird dieser Flughafen im marokkanischen Luftfahrthandbuch als GMML und im spanischen Luftfahrthandbuch als GSAI geführt.

## Fluggesellschaften und Ziele
Er wird am häufigsten von Royal Air Maroc und von der kanarischen Binter Canarias angeflogen. Die Ziele verteilen sich auf drei Länder: Las Palmas (Spanien), Agadir, Casablanca, Dakhla und Rabat (Marokko) sowie Paris-Orly (Frankreich).